# 幌成駅

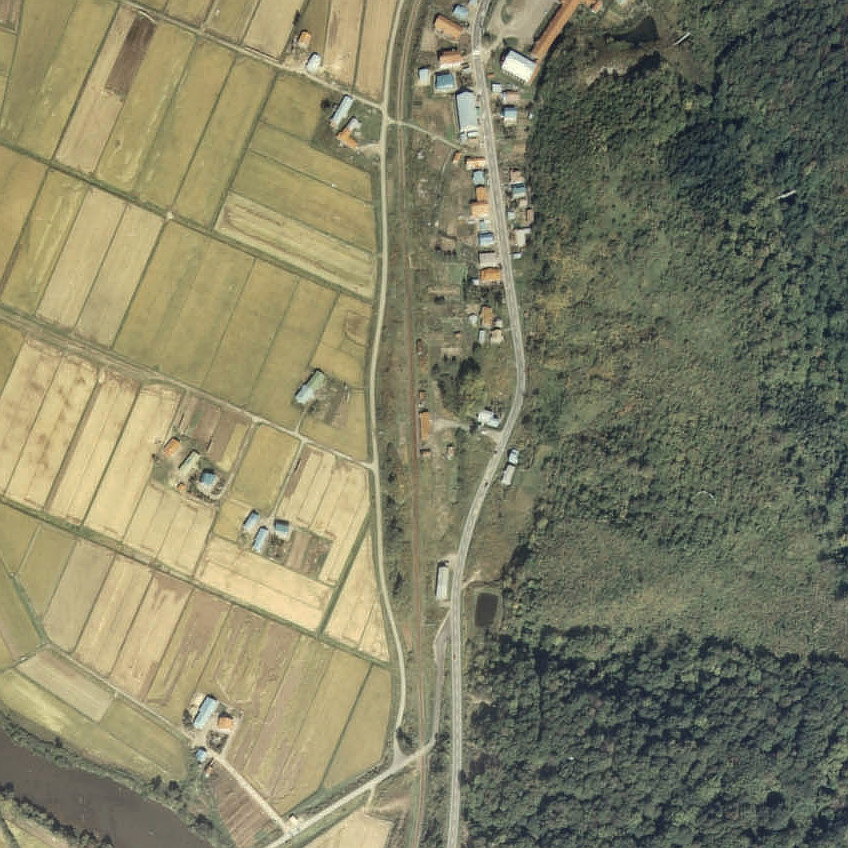
1977年の幌成駅と周囲約500m範囲。上が朱鞠内方面。かつては駅舎横の深川側に貨物ホームと引込み線をもっていた。

幌成駅（ほろなりえき）は、北海道（空知支庁）深川市幌内にあった北海道旅客鉄道（JR北海道）深名線の駅（廃駅）である。事務管理コードは▲121403。

## 歴史
- 1926年（大正15年）11月10日 - 鉄道省雨龍線多度志駅 - 鷹泊駅間延伸開通に伴い開業[1]。一般駅[3]。
- 1931年（昭和6年）10月10日 - 線路名を幌加内線に改称、それに伴い同線の駅となる。
- 1941年（昭和16年）10月10日 - 線路名を深名線に改称、それに伴い同線の駅となる。
- 1949年（昭和24年）6月1日 - 公共企業体である日本国有鉄道に移管。
- 1963年（昭和38年）4月1日 - 業務委託化。
- 1982年（昭和57年）3月29日 - 貨物・荷物取扱い廃止[1]。無人駅となる[4]（簡易委託化）。
- 1980年代後半 - 車掌車改造の駅舎に改築。
- 1987年（昭和62年）4月1日 - 国鉄分割民営化によりJR北海道に継承[1]。
- 時期不詳[注 1] - 簡易委託廃止、完全無人化。
- 1995年（平成7年）9月4日 - 深名線の廃線に伴い廃止となる[1]。

### 駅名の由来
開業当時の所在地名は「雨竜郡多度志村幌内」であり、この名称は現在の雨竜川支流幌内川を指すアイヌ語「ポロナイ（poro-nay）」（大きい・川）に由来する。
しかし「幌内線にも同音の駅名があるため」として駅名は「幌成」とされた。現在でも字名は引き続き幌内であるが、市街地は「幌成」と呼ばれており、これについて山田秀三は「駅名が変わると土地の名もそれに引き付けられるのが自然で、それで幌成と一般に呼ばれ、地図もそれで書かれるようになった」と推測している。

## 駅構造
廃止時点で、単式ホーム1面1線を有する地上駅であった。ホームは線路の東側（名寄方面に向かって右手側）に存在した。そのほか本線の深川方から分岐し駅舎南側のホーム切欠き部分の旧貨物ホームへの側線を1線有していた。かつては列車交換可能な交換駅であった。
無人駅となっており、有人駅時代の駅舎は改築され、車掌車改造の貨車駅舎となっていた。駅舎は構内の東側に位置しホームに接していた。深名線唯一の貨車駅舎であった。塗色は宗谷本線の同型駅と同様であった。改築前の木造駅舎の開口部は木枠の1枚ガラス戸であった。

## 利用状況
乗車人員の推移は以下のとおり。なお、1967年度（昭和42年度）については当駅単体の値が判明していないため参考値を記す。
| 年度               | 乗車人員  | 乗車人員 | 出典   | 備考                                              |
| 年度               | 年間      | 1日平均  | 出典   | 備考                                              |
| ------------------ | --------- | -------- | ------ | ------------------------------------------------- |
| 1967年（昭和42年） | (367,906) | (1,005)  | [ 11 ] | 同年の上多度志 - 鷹泊間各駅（仮乗降場除）の合算値 |
| 1968年（昭和43年） | 56,940    | 156      | [ 11 ] |                                                   |
| 1969年（昭和44年） | 43,800    | 120      | [ 11 ] |                                                   |
| 1970年（昭和45年） | 37,430    | 103      | [ 11 ] |                                                   |
| 1971年（昭和46年） | 34,936    | 96       | [ 11 ] |                                                   |
| 1972年（昭和47年） | 34,223    | 94       | [ 11 ] |                                                   |
| 1973年（昭和48年） | 29,703    | 81       | [ 11 ] |                                                   |
| 1974年（昭和49年） | 27,004    | 74       | [ 11 ] |                                                   |
| 1975年（昭和50年） | 22,855    | 63       | [ 11 ] |                                                   |
| 1992年（平成4年）  |           | 20       | [ 8 ]  |                                                   |

## 駅周辺
駅の両側に山が迫っていた。
- 国道275号（空知国道）
- 北海道道920号幌内湯内線
- 幌成簡易郵便局
- 屈狩ダム - 駅から南東に約4km[10]。
- 雨竜川[12]
- 幌内川 - この川の名は改称されていない。
- ジェイ・アール北海道バス深名線「幌成」停留所

## 駅跡

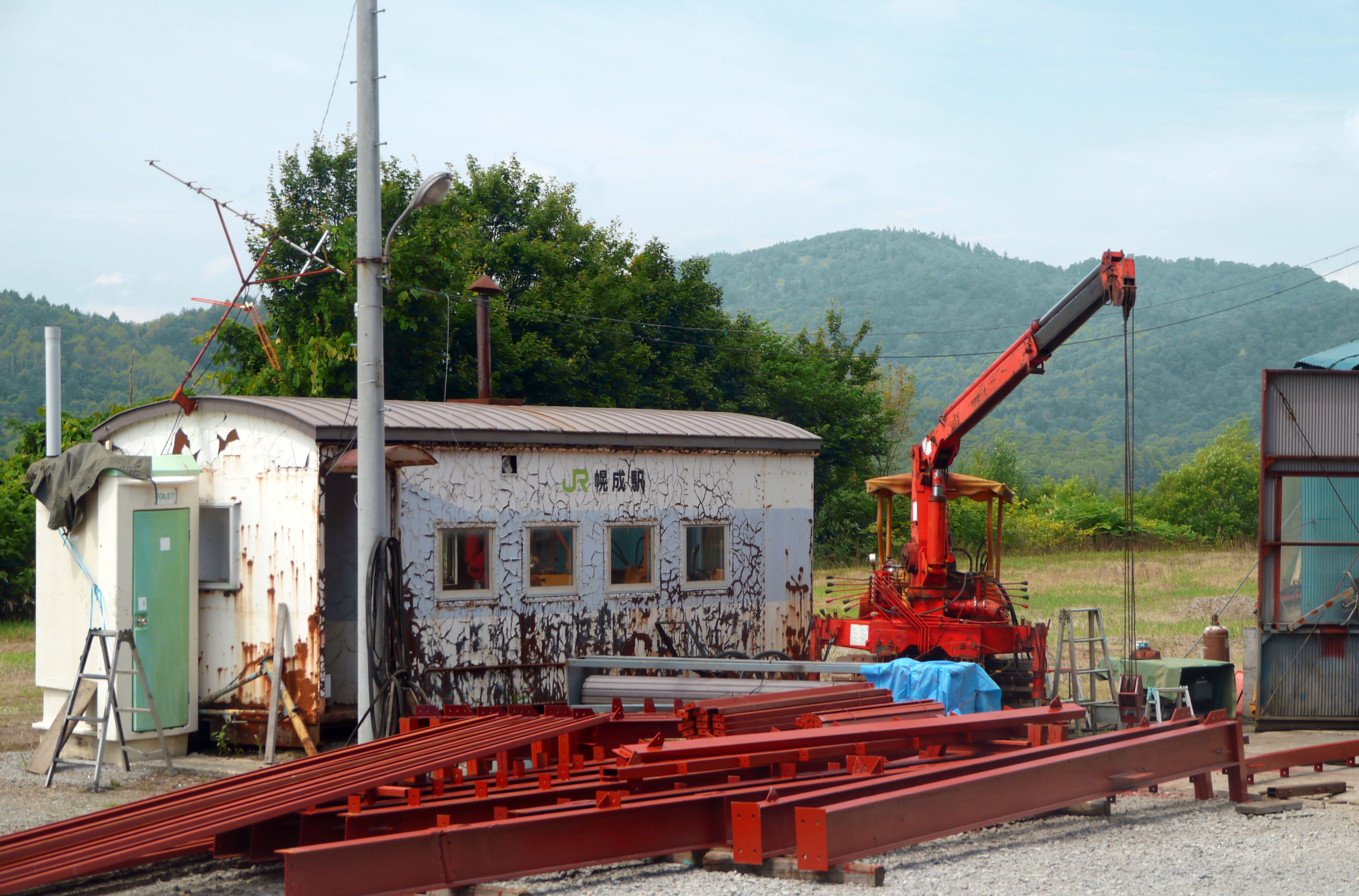
機械修理工場事務所になった旧駅舎　(2011年8月)

2000年（平成12年）時点では整地されていたが、貨車駅舎は「JR幌成駅」の記載が残されたまま、附近の農機具工場に移設され、事務所として再利用されていた。2010年（平成22年）時点、2011年（平成23年）時点でも同様であった。駅跡は何も残されておらず、整地されて駅前に至る道が駅裏の町道まで延伸された。

## 隣の駅
北海道旅客鉄道
深名線
宇摩駅 - 幌成駅 - 下幌成駅